# Fezes

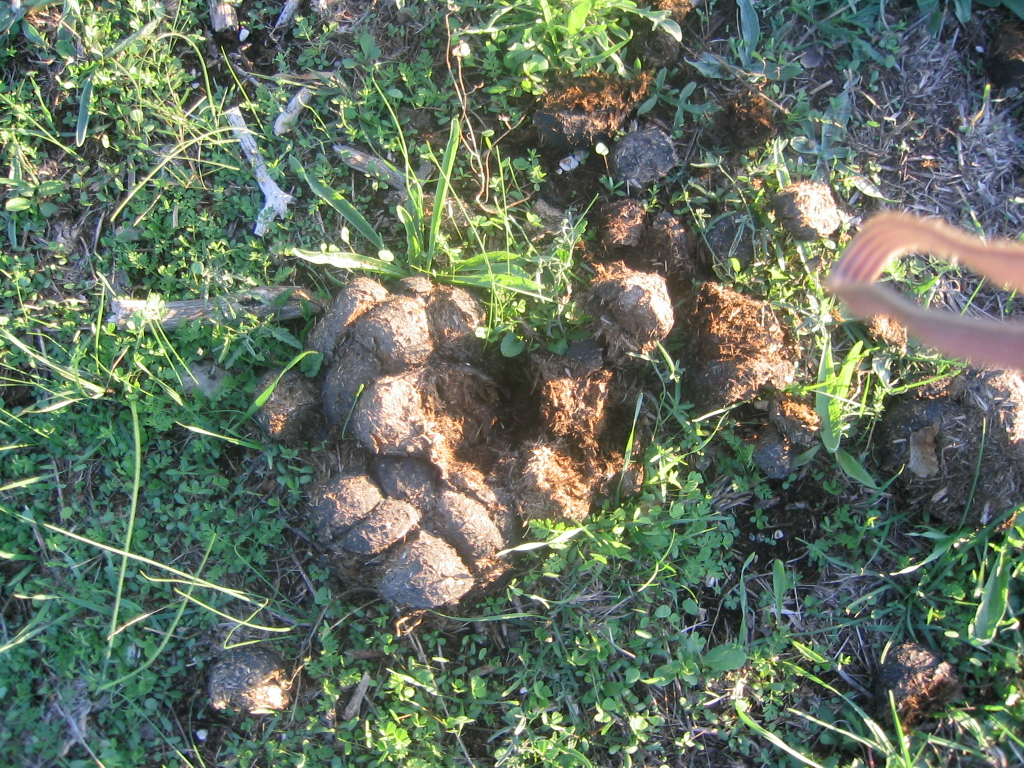
Fezes de mula

Fezes, excremento ou dejeto são os resíduos de alimento não digerido, excretado pela defecação. Assim ocorre após sua passagem pelo tubo digestivo, através do ânus. Podem ser eliminadas com consistências e quantidades diversas e embora possuam característica coloração amarronzada, podem ser evacuadas com colorações avermelhadas (com sangue), negras ou alcatrão (sangue já digerido), esbranquiçadas (sem pigmentos biliares) ou verde (decorrência do consumo de alimentos verdes, infecção ou pelo uso de antibióticos).